# Onthophagus densatus
Onthophagus densatus là một loài bọ cánh cứng trong họ Bọ hung (Scarabaeidae).